# Coprophanaeus lichyi
Coprophanaeus lichyi är en skalbaggsart som beskrevs av Arnaud 2002. Coprophanaeus lichyi ingår i släktet Coprophanaeus och familjen bladhorningar. Inga underarter finns listade i Catalogue of Life.